# Lac Nemiscau
Pour les articles homonymes, voir Nemiscau.
Le lac Nemiscau est un plan d'eau douce situé dans la municipalité de Eeyou Istchee Baie-James, dans la région administrative du Nord-du-Québec, au Québec, au Canada.
Le village abandonné de Nemiscau est situé sur la rive nord du lac. Depuis quelques années, des membres de la communauté crie utilisent le site de ce village comme une résidence d'été. Le village le plus proche est la ville de Nemaska, située à environ 60 km au nord-est.

## Géographie
Le lac Nemiscau est traversé par la rivière Rupert venant du sud et est aussi alimenté par la rivière Nemiscau venant de l'est.

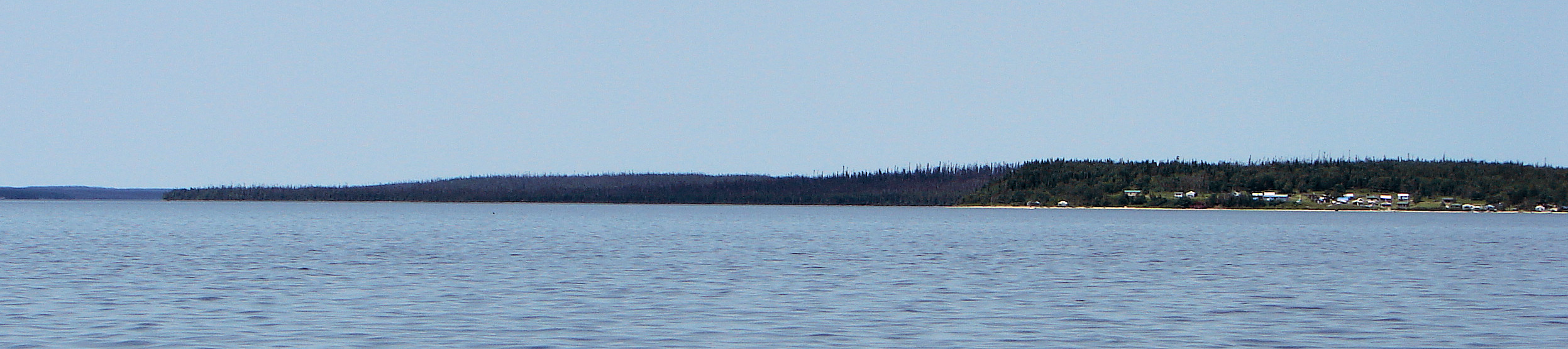
Vue du Lac Nemiscau avec des installations sur la rive au village de Nemiscau.

## Toponymie
La désignation « Lac Nimisco » figure sur la carte intitulée "Partie de la Nouvelle France", par Alexis Jaillot, Paris, 1685. Cette désignation « Lac de Nemisko » figure sur la "Carte du Canada ou de la Nouvelle France et des Decouvertes qui y ont été faites", par Guillaume Delisle, Paris, 1703. La graphie « Nemisco L. » figure sur la carte "A New and Exact Map of the Dominions of the King of great Britain on the continent of North America", [Londres], 1715, révisée en 1732 ou après.
Le toponyme lac Nemiscau a été officialisé le 2 décembre 1982 à la Commission de toponymie du Québec.